# Dialetto basso mantovano
Il dialetto basso mantovano (dialét bàss mantuàn o dialét bàss mantfàn), è un dialetto di tipo gallo-italico della lingua emiliana, parlato nei comuni dell'Oltrepò mantovano: Suzzara, Motteggiana, Pegognaga, Gonzaga, Moglia, San Benedetto Po, Quistello, San Giacomo delle Segnate, San Giovanni del Dosso, Schivenoglia, Quingentole, Borgo Mantovano, Poggio Rusco, Borgocarbonara, Magnacavallo, Sermide e Felonica.
Nel Basso Mantovano è importante evidenziare che alcuni comuni alla sinistra del fiume Po (Ostiglia, Roncoferraro e Sustinente) abbiano un dialetto simile a quello del capoluogo di provincia, con qualche inflessione ferrarese e veneta per il fatto che confina con il Veneto e che la parte adiacente della provincia di Rovigo fino al 1816 dipendeva da Ferrara. 
Non vanno inclusi in questa varietà dialettale i comuni del Basso Mantovano d’oltre oglio a confine con le province di Parma, Reggio Emilia e Cremona, dove il dialetto è il Casalasco-Viadanese (Dialetto di transizione tra Mantovano, Cremonese e Parmense, con similitudini al reggiano) parlato nella zona di Sabbioneta, Commessaggio, Gazzuolo, Viadana, Pomponesco, Dosolo e nei comuni del Casalasco in provincia di Cremona.

## Descrizione
La sua natura è marcatamente emiliana, a differenza del mantovano cittadino che, pur appartenendo anch'esso al gruppo emiliano, è influenzato dalla lingua lombarda e dal dialetto alto mantovano.
Il basso mantovano viene indubbiamente classificato come dialetto emiliano sia dai linguisti moderni che anche nel passato già a partire da Bernardino Biondelli nell'opera Saggio sui dialetti gallo-italici del 1853. La provincia di Mantova è divisa in quattro grossi gruppi dialettali: il dialetto mantovano puro (parlato a Mantova città e nella fascia centrale della provincia, appartenente all'emiliano ma di transizione con il dialetto veronese ed il dialetto alto mantovano), il dialetto alto mantovano (di natura prevalentemente lombardo orientale ma con evidenti influssi del mantovano cittadino, parlato nell'Alto Mantovano, ossia la zona settentrionale della provincia di Mantova), il dialetto basso mantovano (di natura emiliana pura, di transizione con il ferrarese, il mirandolese ed il guastallese, parlato nella zona meridionale della provincia, nell'Oltrepò mantovano), ed il casalasco-viadanese, dialetto che presenta vistose somiglianze con il parmigiano, tanto da essere, probabilmente, una sua variante; parlato nella zona di Viadana e Sabbioneta, in provincia di Mantova e in quella di Casalmaggiore, in Provincia di Cremona, nell'Oglio-Po.
Il dialetto dell'Oltrepò mantovano costituisce una diglossia tra i dialetti emiliani, molto simile in particolare a quelli parlati nella Bassa Modenese e Reggiana, e il dialetto mantovano, soprattutto per quanto riguarda la fonetica. Nasce dalla fusione del guastallese, del mantovano cittadino, del ferrarese e del dialetto mirandolese. Infatti, appartiene all'area dialettale del basso mantovano anche il dialetto di alcuni comuni della Bassa Reggiana (Guastalla, Luzzara e Reggiolo). Nei comuni sul confine modenese (Poggio Rusco in primis) si può notare una lieve influenza della provincia vicina e un lieve rafforzamento dei tipici suoni chiusi "Ö" e "Ü"; abbastanza evidente è l'influenza del dialetto ferrarese sui comuni confinanti con tale provincia, (Sermide e soprattutto Felonica), dove il mantovano perde i suoi caratteristici suoni chiusi (Ö e Ü). Sempre nel Basso Mantovano, in prossimità delle province di Parma e Reggio Emilia, nelle zone di Viadana e Sabbioneta è parlato il Casalasco-Viadanese, dialetto di transizione tra il mantovano e il parmigiano. Nella parte settentrionale dell'Oglio-Po, nelle zone di Rivarolo Mantovano e Bozzolo il dialetto mantiene più vicinanza con il dialetto mantovano.
Il dialetto basso mantovano mantiene la a come nel Mantovano e nel Ferrarese, dissonando così nell'accento e nella forma dai dialetti emiliani centrali. La lettera z non esiste, sempre sostituita dalla lettera s, dolce o aspra; risulta assente (così come nel ferrarese e nella bassa reggiana) la palatalizzazione della vocale latina tonica a e si antepone l'articolo determinativo ai soli nomi femminili.(es.: nisün e semnar per nessuno e seminare).
Del resto, se aspetti sintattici e morfologici si presentano con una certa unità, la fonetica è invece lo spazio di un accentuato polimorfismo, di una diversificazione locale che a volte suscita l'impressione di una atomizzazione. Pur nei confini più stretti vi è perciò una varietà veramente notevolissima e vi sono isole a sé stanti, con caratteristiche tutte proprie, varianti di termini, di espressioni e di pronuncia di medesime parole proprie di singole località.

## Esempi di dialetto

### Proverbi

#### Suzzara
- Pötòst che gnint, l'è mèi pötòst.
- Quand al cavalér al s'imbròia, al padrùn al s'desbròia.
- I Mantoàn, quèl ch'i fa mìa incö i la fa dmàn.

### Ona novella del Boccasc

#### Dialetto di Poggio Rusco
Av dìgh dónca che ind i témp dal prim rè ad Cìpri, dòp che Gofrè ad Bügliòn l'ha avü vint Tèra Sànta, è sücedü che una zentildóna ad Guascógna l'è andàda in pelegrinàcc al Sepùlcar, e quand l'è turnàda da 'd là, arivàda ch'la fü a Cìpri, da chi óm ch'an g'ha cör, da vilàn la fü insültàda. Lé, tüta duluràda sènsa nesün ch'la cunsulès, lamentàndas la pansè d'andàr dal rè a dar zò la sò denünsia; ma 'gh fü dét da alcün ch'la gh'andarè per gnènt, perché l'éra tant al gran balòs e pòch ad bòn che, invéze ad far giüstìsia ai àltar, quand lór i éra ufés, l'éra tant vil ch'l'an supurtàva tànte d'insolènse per sua màrsa vargógna, e tüt quèi gh'avévan di dispiazér, i sa sfugàvan col fàragh ün quàlch insült o svergugnàral. La pòvra dóna, sènsa sperànsa 'd far vandèta, per cunsulàras ün pòch dla sò nòia, la s'è decìza 'd volér musgàr la mizéria dal rè; e, pianzènd, la gh'è andàda davànti e la g'ha dit: "Car al mè siór, mì an vègn mìnga a la tò prezènsa parchè mì am aspèta che tì a fàsi vandèta dl'ingiüria ch'm'è stàda fàta ma, in cumpèns ad quèla, at prégh che at m'insègni cóme at sufrìsi quèle che a sò ch'i 't fa, parchè imparànd da tì, mì a pòsa supurtàr la méa, che lü, al nòstar Siór, al sa se mì a podès far, luntéra at la darìa, parchè tì 't sè bòn ad purtàran ün mücc".

Al rè, che fin d'alùra l'éra stà tard e pégar, cóm sa 'l sa 's füs dasmisià, l'incuminzè da l'ingiüria fàta a 'sta dóna, che con tüt la ràbia al l'ha vendicàda, ad ésar ün rigurùs parsecütór ad tüt quèi che cóntra l'unór dla sò curóna i avès fat quèl in séguit.